# The W
The W — третий альбом рэп-группы Wu-Tang Clan, вышедший в 2000 году. Большая часть альбома записывалась без участия Ol' Dirty Bastard, так как он отбывал наказание в тюрьме. Единственный трек где он появился - «Conditioner», в котором свои части Ol' Dirty записывал из тюрьмы через телефон – тот, через который говорят заключённые во время свиданий с посетителями.

## Список композиций
1. Chamber Music
2. 2-Careful (Click, Click)
3. Hollow Bones
4. Redbull (feat. Redman)
5. One Blood Under W (feat. Junior Reid
6. Conditioner (feat. Snoop Dogg)
7. Protect Ya Neck (The Jump Off)
8. Let My Niggas Live (feat. Nas)
9. I Can't Go To Sleep (feat. Isaac Hayes)
10. Do You Really (Thang Thang)
11. The Monument (feat. Busta Rhymes)
12. Gravel Pit
13. Jah World (feat. Junior Reid)
14. (Bonus track) «Clap»